# Thascia pilosa
Thascia pilosa là một loài tò vò trong họ Ichneumonidae.